# Кухарёва, Алевтина Владимировна
Алевтина (Алла) Владимировна Кухарёва (род. 22 апреля 1939, Ленинград), в девичестве Шаститко — советская легкоатлетка, специалистка по метанию копья. Выступала за сборную СССР по лёгкой атлетике в 1957—1967 годах, обладательница бронзовой медали чемпионата Европы, победительница и призёрка первенств всесоюзного значения, участница летних Олимпийских игр в Риме. Представляла Ленинград и спортивное общество «Труд». Мастер спорта СССР. Тренер по лёгкой атлетике.

## Биография
Родилась 22 апреля 1939 года в Ленинграде.
Занималась лёгкой атлетикой с 1954 года, проходила подготовку под руководством тренера Г. С. Лукьянова, выступала за добровольное спортивное общество «Труд» (Ленинград).
В 1958 году получила звание «Мастер спорта СССР» по лёгкой атлетике.
В 1959 году на чемпионате страны в рамках II летней Спартакиады народов СССР в Москве выиграла серебряную медаль в метании копья.
На чемпионате СССР 1960 года в Москве взяла бронзу. Благодаря этому удачному выступлению удостоилась права защищать честь страны на летних Олимпийских играх в Риме — в финале метнула копьё на 50,92 метра и расположилась в итоговом протоколе на восьмой строке. Также в этом сезоне на соревнованиях в Краснодаре установила свой личный рекорд в метании копья — 55,23 метра.
В 1961 году на чемпионате СССР в Тбилиси завоевала серебряную награду.
В 1962 году получила серебро на чемпионате СССР в Москве и бронзу на чемпионате Европы в Белграде.
В 1963 году на чемпионате страны в рамках III летней Спартакиады народов СССР в Москве вновь стала серебряной призёркой.
Окончила Ленинградский электротехнический техникум (1958), Высшее техническое учебное заведение при Ленинградском металлическом заводе имени ХХII съезда КПСС и Ленинградский государственный педагогический институт имени А. И. Герцена.
В 1973—1993 годах работала тренером в легкоатлетической школе имени В. И. Алексеева в Ленинграде.